# Joseph Caron
Pour les articles homonymes, voir Caron.
Joseph Caron, né le 9 mars 1868 à Saint-Barthélemy et mort le 28 juillet 1954 à Ottawa, est un homme d'affaires et homme politique québécois. Il représente la circonscription électorale d'Ottawa de 1917 à 1919, et sa successeur, la circonscription électorale de Hull, de 1919 à 1923, à l'Assemblée législative du Québec en tant que député libéral.

## Biographie
Joseph Caron est né à Saint-Barthélemy. Il est le fils de Norbert Caron et d'Herméline Mercure. Il fait ses études au Collège de Hull. En 1896, Caron épouse Margaret Theresa Burns. Entre 1906 à 1917, Joseph Caron est commissaire d'écoles à Hull. De 1907 à 1911, Caron est échevin de Hull. Il est élu pour la première fois à l'Assemblée législative du Québec lors d'une élection partielle en 1917 à la suite du décès en fonction de Ferdinand Gendron. Il est réélu en 1919 mais ne se présente pas aux élections de 1923. Caron est décédé à Ottawa à l'âge de 86 ans et il est inhumé au cimetière Notre-Dame de Hull.
Il est l'oncle d'Alexis Caron qui représente plus tard Hull à l'Assemblée législative du Québec.

## Hommages
À Gatineau, dans le secteur de Hull, la rue Caron est nommée en l'honneur du député.